# Amir Peretz
Amir Peretz (Hebræisk: עמיר פרץ; født 9. marts 1952) er israelsk politiker og den nuværende leder af det israelske Arbejderparti. 
Han er forhenværende formand for fagforeningen Histadrut, og blev partiformand efter en intern urafstemning, hvor han slog Shimon Peres den 9. november 2005. 
Peretz er på mange måder en utraditionel politiker i israelsk kontekst. Han har ikke en militær- eller diplomatkarriere bag sig, og er ikke askenazi, dvs. jøde af europæisk afstamning, men derimod sefardisk, dvs. mellemøstlig, jøde. Han stammer fra Marokko, og kommer fra Israels fattige områder i syd. Han har ingen længerevarende uddannelse, men er fagforeningsmand.
Peretz var dog kun ukendt i international sammenhæng. I Israel har han siden midten af 1980'erne været en kendt politiker. I midtfirserne blev han valgt som borgmester i Sderot, og i 1988 blev han valgt til Knesset, det israelske parlament.
I 1995 blev han formand for den israelske fagforening for ufaglærte, Histadrut.
Han er placeret på Arbejderpartiets venstrefløj, og støtter den såkaldte Peace Now-bevægelse, der arbejder for Israels ret til stabile grænser i henhold til 1967-grænsedragningen, dannelsen af en palæstinensisk stat samt den såkaldte Geneve-plan fra 2003.
Han har indtaget en kritisk position ift. den internationale Køreplan for Fred, som er støttet af EU, USA, Rusland og FN. Køreplanen pålægger palæstinenserne at gennemføre demokratiske reformer samt at føre en aktiv indsats mod terrorisme mod Israel. Til gengæld skal Israel stoppe for udvidelsen af bosættelserne og understøtte palæstinensernes reformproces.
I stedet for køreplanen ønsker Peretz direkte forhandlinger med palæstinenserne. Han accepterer oprettelsen af en palæstinensisk stat og forventer at kunne skabe en løsning i løbet af en periode på tre år. Han vil fastholde Jerusalem som Israels udelte hovedstad, og afviser at de palæstinensiske flygtninge kan vende tilbage.
Peretz er dog mest kendt for sin modstand mod Benjamin Netanyahus økonomiske politik, da denne var finansminister under Ariel Sharon. Netanyahu prioriterede markedsliberaliseringer og nedskæringer på det sociale område, og denne politik har medført, at der i dag er 20% af den israelske befolkning, der lever under fattigdomsgrænsen.

## Strategiske og politiske udfordringer
Der er valg til Knesset i foråret 2006, og her står Peretz presset mellem Sharons Kadima-parti, der fortsat har vind i sejlene, og Benjamin Netanyahu, der har overtaget lederskabet af Likud. Peretz har allieret sig med en række kendte økonomer og sikkerhedspolitikere, der skal styrke vælgernes tillid til ham på disse for israelerne så afgørende punkter.
Peretzs politiske linje ligger på en traditionel skala langt til venstre, både på den fordelingspolitiske og sikkerhedspolitiske front. Der er intet, der tyder på, at Peretz har tænkt sig at nærme sig midten, for at tiltrække mere borgerligt indstillede vælgere.
Det kan tænkes at blive en væsentlig udfordring for Peretz, da de lavere indkomstgrupper i Israel ikke har tradition for at stemme på Arbejderpartiet, endsige til venstre. Traditionelt stemmer de ofte på Likud eller det ultraortodokse religiøse Shas-parti.
Peretz har forsøgt at tiltrække de svage grupper – primært arbejdsløse, pensionister og studerende – ved at foreslå en række konkrete initiativer målrettet dem, bl.a. højere børnepenge, en stigning i minimumslønnen på 30 pct. samt rentefri studielån. Han vil også droppe de stramninger på uddannelses-, sundheds- og pensionsområdet, som Kadima-regeringen har påtænkt.
- Wikimedia Commons har flere filer relateret til Amir Peretz

1. ↑  Navnet er anført på bokmål og stammer fra Wikidata hvor navnet endnu ikke findes på dansk.
2. ↑  Navnet er anført på bokmål og stammer fra Wikidata hvor navnet endnu ikke findes på dansk.
3. ↑  Navnet er anført på bokmål og stammer fra Wikidata hvor navnet endnu ikke findes på dansk.